# 몰리 픽콘

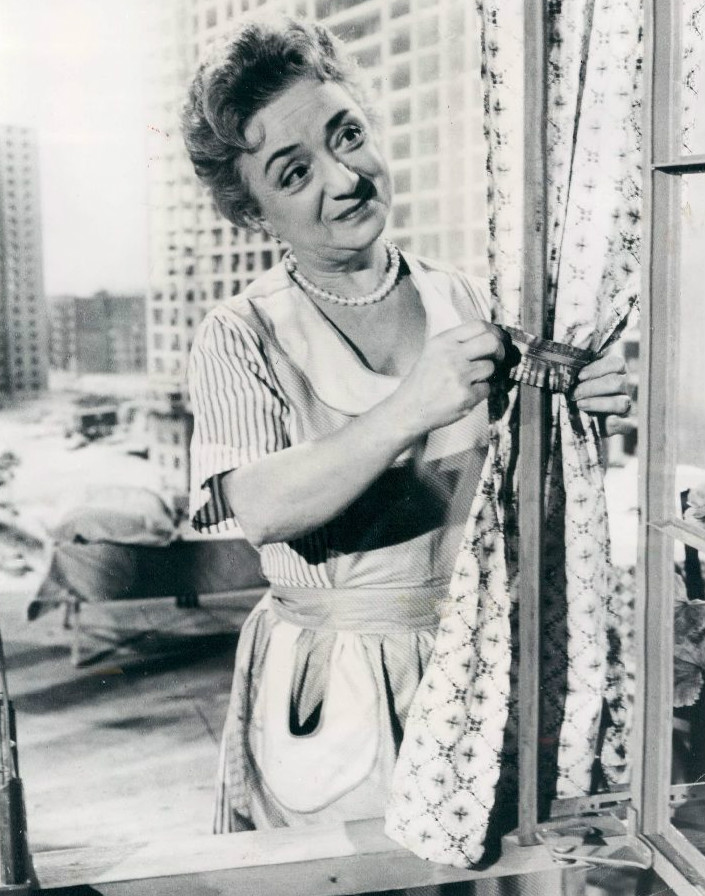

몰리 픽콘(Malka Opiekun, 1898년 2월 28일 ~ 1992년 4월 5일)는 미국의 연극 배우, 영화배우, 텔레비전 배우이다.
뉴욕에서 태어났으며 랭커스터에서 사망하였다. 사인은 알츠하이머병이다.

## 영화
- 캐논볼 2 (1984년)
- 캐논볼 (1981년)
- 바브라 내 사랑 (1974년)
- 지붕 위의 바이올린 (1971년)
- 컴 블로 유어 혼 (1963년)